# Aurelio González
Aurelio González Puente (Trucios, 26 luglio 1940) è un ex ciclista su strada spagnolo.
Professionista dal 1964 al 1970, vinse una tappa al Giro d'Italia e al Tour de France e la classifica scalatori in entrambe le corse.

## Carriera
Scalatore di buon livello, seppe imporsi in tappe sia al Tour de France che al Giro d'Italia ed in entrambe le corse vinse la classifica scalatori tenendo fede alla grande tradizione di scalatori iberici. Ottenne anche buoni risultati nel Tour de Suisse, con due secondi posti in classifica generale (1967 e 1969) ed alla Vuelta a España dove giunse terzo nel 1967.

## Palmarès
- 1966 (KAS, una vittoria)

4ª tappa Critérium du Dauphiné Libéré (Saint-Étienne > Allevard)
- 1967 (KAS, una vittoria)

22ª tappa Giro d'Italia (Tirano > Madonna del Ghisallo)
- 1968 (KAS, due vittorie)

7ª tappa Tour de Suisse (Lenzenheide > Brunnen, cronometro)
6ª tappa Tour de France (Dinard > Lorient)

### Altri successi
- 1966 (KAS)

Classifica scalatori Vuelta a Mallorca
Classifica scalatori Setmana Catalana
- 1967 (KAS)

Classifica scalatori Giro d'Italia
- 1968 (KAS)

Classifica scalatori Tour de France
- 1968 (KAS)

Classifica scalatori Tour de Suisse

## Piazzamenti

### Grandi Giri
- Giro d'Italia

1967: 11º
- Tour de France

1966: 24º
1968: 13º
1969: ritirato (5ª tappa)
1970: 25º
- Vuelta a España

1967: 3º
1968: ritirato
1969: 25º
1970: 11º